# Бернард Ґренвілл

Герб Ґренвілла: три кларіони на червоному щиті

Сер Бернард Ґренвілл (1567—1636) — англійський політик.

## Походження
Він був старшим (з тих що вижили) сином Річарда Ґренвілла (пом. 1591), лорда маєтків Бідефорд у Девоні та Стоу в парафії Кілкемптон, Корнволл та Баклендського абатства, Девон, — маєтків, які він успадкував у 1591 році, коли його батько помер від ран, отриманих у морській битві на кораблі Revenge.
Він навчався в Королівському коледжі в Кембриджі, де отримав матрикул у 1584 році.

## Кар'єра
Ґренвілл вступив у власність основних сімейних маєтків за актом 1586 року та договором від 6 лютого 1591 року.
У 1608 році був посвячений у лицарі.
Він був призначений Верховним шерифом Корнволла в 1596–97 роках, а також мировим суддею та заступником лейтенанта Корнволла в 1598 році. У 1628 році він був джентльменом Таємної палати короля Карла I. У 1597 році він був обраний членом парламенту Бодміна, Корнволл.

## Шлюб і діти
Він одружився з Елізабет Бевілл, єдиною донькою та спадкоємицею Філліпа Бевілла з Брінна та Кілліґарта, з якою він мав чотирьох синів і доньку, зокрема:
- Сер Бевіл Ґренвілл (1596—1643), роялістський солдат під час Громадянської війни, загинув у битві при Ленсдауні в 1643 році. Він був членом парламенту від Корнволла в 1621—1625 і 1640—1642 роках, а також від Лонсестона в 1625—1629 і 1640 роках. Він був батьком Джона Ґренвілла, 1-го графа Бата (1628—1701).
- Сер Річард Ґренвілл, 1-й баронет (1600—1658)

Він помер 16 червня 1636 року, ймовірно, в Тремері і був похований 26 червня в церкві Святого Якова Великого, Кілкемптон, Корнволл.